# Hans Peter Duurloo
Hans Peter Duurloo, född 8 december 1816 i byn Boeslunde mellan Korsør och Skælskør, död 28 september 1892 på Frederiksberg, var en dansk skolman med fokus på undervisning för barn med funktionsvariationer, som dövhet och olika former av utvecklingsstörning.
Duurloo var son till lantmannen John Duurloo, som tillhörde en holländsk familj som i flera släktled ägt slavplantager på St. Croix i Danska Västindien. Duurloo började studera på Frederiksborg skole 1835 och blev teologie kandidat 1845. Hans intresse för läraryrket väcktes när han undervisade i skolor och som privatlärare varmed han övergav prästbanan. De första åren undervisade han barn utan funktionsvariationer, men våren 1850 blev han lärare vid dövstumskolan i Köpenhamn, grundad av prästen Valdemar Dahlerup, som baserade sin undervisning på talmetoden, och några månader senare föreståndare. Duurloo undervisade döva tillsammans med hörande upp till konfirmationsåldern med för tiden lyckade resultat och därigenom fick metoden fäste i Danmark. Han försökte även undervisa barn med utvecklingsstörning, som ibland sändes till skolan, och studerade internationell litteratur hur dessa barn kunde undervisas.
Då tjänsten som föreståndare för "idiotanstalten" på Gamle Bakkehus blev ledig vid J. R. Hübertz död 1 december 1855, samma år som anstalten grundades, fick Duurloo tjänsten och överlät dövstumskolan till Johan Keller. Genom sina många resor utomlands följde Duurloo utvecklingen beträffande undervisning av barn med utvecklingsstörning och under hans ledning växte anstalten avsevärt. Han fick professorstitel 1876 och avgick med pension 1887.